# OK-GLI
OK-GLI (BST-02) era un veicolo di test (analogo aerodinamico del Buran 1.01) del Programma Buran, il programma spaziale sovietico che aveva l'obiettivo di costruire uno spazioplano riutilizzabile simile allo Space Shuttle della NASA. Il veicolo fu costruito nel 1984 e utilizzato in 25 voli di prova tra il 1985 e il 1989 prima di essere disarmato. Dal 2008 è conservato a Spira, in Germania, presso il locale Technik Museum Speyer (Museo della tecnica di Spira).

## Costruzione
Lo sviluppo del programma Buran ebbe inizio nel 1976 come risposta al programma statunitense dello Space Shuttle.
La costruzione delle navicelle sovietiche iniziò nel 1980 e nel 1984 fu costruito il primo shuttle in scala reale. Un primo volo suborbitale di test, che utilizzava un modello in scala ridotta, era già avvenuto nel luglio 1983; con il progredire del progetto, furono effettuati altri cinque voli di modelli in scala.
L'OK-GLI era equipaggiato con quattro motori turboventola Lyulka AL-31 posizionati in coda (il serbatoio occupava un quarto della stiva di carico), a differenza del tester Space Shuttle Enterprise utilizzato nel programma americano, che era invece privo di motori e veniva sganciato in quota da un Boeing 747. Le condizioni dei test erano, quindi, significativamente diverse rispetto alla controparte statunitense: l'OK-GLI decollava come un aereo da una pista di volo e, una volta raggiunte le coordinate prefissate, spegneva i motori e atterrava planando, fornendo ai progettisti informazioni fondamentali sullo stato di volo.

## Voli di prova
Sono stati effettuati, in tutto, nove test di rullaggio (taxi test) e venticinque voli di prova. Tutti i lanci sono avvenuti presso il cosmodromo di Bajkonur.
| Data             | Descrizione | Velocità massima (km/h) | Altitudine massima (m) | Tempo di volo (min) | Equipaggio / Note                                      |
| ---------------- | ----------- | ----------------------- | ---------------------- | ------------------- | ------------------------------------------------------ |
| 29 dicembre 1984 | rullaggio 1 | 45                      |                        | 5                   | Stankevicius, Volk                                     |
| 2 agosto 1985    | rullaggio 2 | 200                     |                        | 14                  | Stankevicius, Volk                                     |
| 5 ottobre 1985   | rullaggio 3 | 270                     |                        | 12                  | Stankevicius, Volk                                     |
| 15 ottobre 1985  | rullaggio 4 | 300                     |                        |                     | Stankevicius, Volk                                     |
| 10 novembre 1985 | volo 1      | 480                     | 1 500                  | 12                  | Stankevicius, Volk                                     |
| 15 novembre 1985 | rullaggio 5 | 170                     |                        | 12                  | Stankevicius, Volk                                     |
| 3 gennaio 1986   | volo 2      | 520                     | 3 000                  | 36                  | Stankevicius, Volk                                     |
| 6 aprile 1986    | rullaggio 6 |                         |                        | 14                  | Levčenko, Shchukin                                     |
| 27 maggio 1986   | volo 3      | 540                     | 4 000                  | 23                  | Stankevicius, Volk                                     |
| 11 giugno 1986   | volo 4      | 530                     | 4 000                  | 22                  | Stankevicius, Volk                                     |
| 20 giugno 1986   | volo 5      |                         |                        | 25                  | Levčenko, Shchukin                                     |
| 28 giugno 1986   | volo 6      |                         |                        | 23                  | Levčenko, Shchukin                                     |
| 10 dicembre 1986 | volo 7      |                         | 4 000                  | 24                  | Stankevicius, Volk (atterraggio con pilota automatico) |
| 23 dicembre 1986 | volo 8      |                         |                        | 17                  | Stankevicius, Volk                                     |
| 29 dicembre 1986 | volo 9      |                         |                        | 17                  | Levčenko, Shchukin                                     |
| 16 febbraio 1987 | volo 10     |                         |                        | 28                  | Stankevicius, Volk                                     |
| 25 febbraio 1987 | volo 11     |                         |                        | 19                  | Stankevicius, Volk                                     |
| 29 marzo 1987    | rullaggio 7 |                         |                        | 2                   | Levčenko, Shchukin                                     |
| 30 marzo 1987    | rullaggio 8 |                         |                        | 25                  | Levčenko, Shchukin                                     |
| 21 maggio 1987   | volo 12     |                         |                        | 20                  | Levčenko, Shchukin                                     |
| 25 giugno 1987   | volo 13     |                         |                        | 19                  | Stankevicius, Volk                                     |
| 5 ottobre 1987   | volo 14     |                         |                        | 21                  | Shchukin, Volk (atterraggio con pilota automatico)     |
| 15 ottobre 1987  | volo 15     |                         |                        | 19                  | Batschurin, Borodai                                    |
| 16 gennaio 1988  | volo 16     |                         |                        |                     | Stankevicius, Volk                                     |
| 24 gennaio 1988  | volo 17     |                         |                        |                     | Batschurin, Borodai                                    |
| 23 febbraio 1988 | volo 18     |                         |                        | 22                  | Stankevicius, Volk                                     |
| 4 marzo 1988     | volo 19     |                         |                        | 32                  | Stankevicius, Volk                                     |
| 12 marzo 1988    | volo 20     |                         |                        |                     | Batschurin, Borodai                                    |
| 23 marzo 1988    | volo 21     |                         |                        |                     | Batschurin, Borodai                                    |
| 28 marzo 1988    | volo 22     |                         |                        |                     | Batschurin, Borodai                                    |
| 2 aprile 1988    | volo 23     |                         |                        | 20                  | Stankevicius, Volk                                     |
| 8 aprile 1988    | volo 24     |                         |                        |                     | Stankevicius, Volk                                     |
| 15 aprile 1988   | volo 25     |                         |                        | 19                  | Stankevicius, Volk                                     |
| 29 dicembre 1989 | Rullaggio 9 |                         |                        |                     | Stankevicius, Zabolotski                               |

## Destino finale

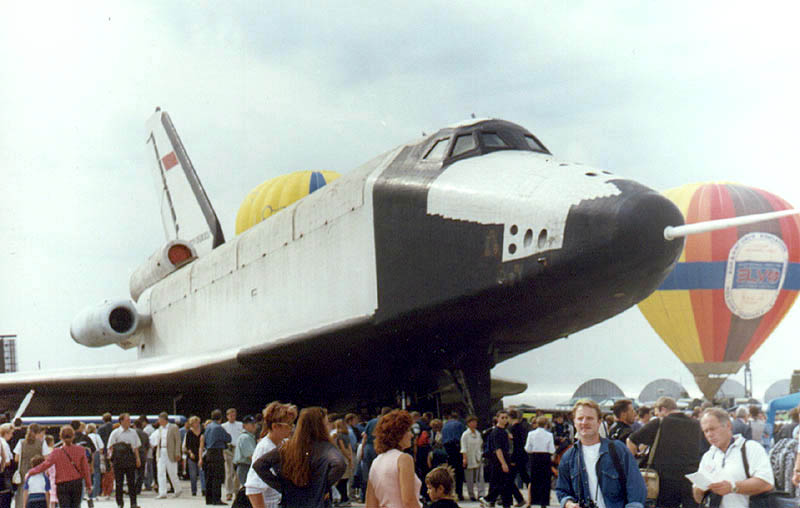
Lo shuttle OK-GLI in mostra al MAKS Airshow di Žukovskij, 1999

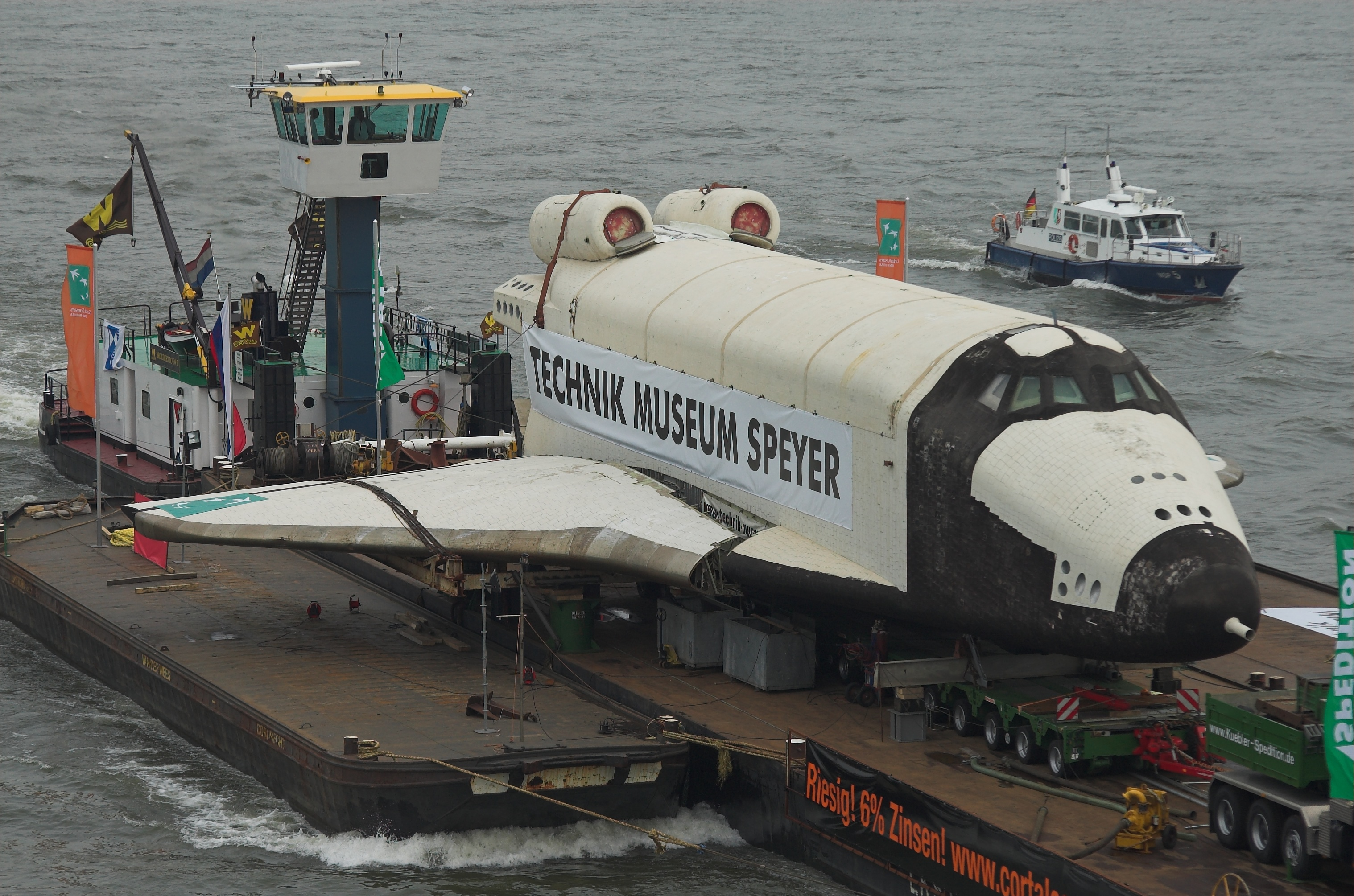
OK-GLI fotografato sul fiume Reno vicino a Bonn nel corso del suo viaggio a Spira

Dopo la cancellazione del programma, lo shuttle fu trasferito presso l'Istituto di ricerca aeronautica "Gromov", vicino a Mosca, e successivamente venduto all'azienda australiana Buran Space Corporation. Il veicolo fu trasportato via nave da Göteborg (Svezia) a Sydney (Australia) dove giunse il 9 febbraio 2000. Venne trasformato per alcuni anni in un'attrazione turistica dopo essere stato collocato in una struttura provvisoria realizzata nella Darling Harbour. Dopo il fallimento dei proprietari, il veicolo rimase incustodito all'aperto subendo un parziale deterioramento.
Nel settembre 2004, un gruppo di giornalisti tedeschi rintracciò il veicolo spaziale in Bahrain. A seguito della segnalazione, il residuato sovietico fu acquistato dall'Auto und Technikmuseum Sinsheim (Museo dell'automazione e della tecnica di Sinsheim) e doveva essere trasportato in Germania nel 2005, ma a causa di controversie legali rimase in Bahrain per altri tre anni.
Il 4 marzo 2008, OK-GLI intraprende il viaggio via mare verso il Technikmuseum Speyer (di proprietà del succitato Museo di Sinsheim) dove verrà restaurato e rimarrà in esposizione permanente..